# Анализ спермы на фруктозу
Анализ спермы на фруктозу проводится для оценки функционирования семенных пузырьков.
Уровень фруктозы в сперме может быть проанализирован, чтобы определить количество энергии, доступной сперме для движения.
ВОЗ устанавливает нормальный уровень 13 мкмоль на образец. Отсутствие фруктозы может указывать на проблему с семенными пузырьками. Простейший метод быстрого определения наличия фруктозы в сперме, состоит в негреве пробирки со спермой в течение 30-60 секунд, после чего изменение цвета на красный тон указывает на наличие фруктозы.
Концентрация фруктозы в сперме тесно связана с уровнем тестостерона в организме. Снижение продукции тестостерона сопровождается уменьшением концентрации фруктозы в сперме. Определение скорости катаболизма фруктозы характеризует интенсивность метаболизма фруктозы в сперматозоидах. Классическим методом определения концентрации фруктозы в сперме является метод Roe, основанный на том, что фруктоза в сильнокислой среде образует оксиметилфурфурол, который дает с резорцином вещество, окрашенное в ярко-красный цвет. К 0,1 мл эякулята или спермоплазмы добавляют 0,4 мл 10% раствора трихлоруксусной кислоты (ТХУ), перемешивают и через 10 мин центрифугируют при 3000 об/мин в течение 10 мин. Отбирают 0,1 мл супернатанта, к нему добавляют 2,5 мл 30% раствора соляной кислоты и 0,25 мл 0,1% раствора резорцина в 95% этаноле, перемешивают и помещают в водяную баню при температуре 80-90 °С на 8 мин. Пробы охлаждают и фотометрируют при длине волны 530 нм в кювете с длиной оптического пути 1 см против холостой пробы. Холостую пробу готовят как опытную, но вместо эякулята добавляют 0,1 мл 10% раствора ТХУ. Окраска стабильна в течение 2-3 часов. Расчет концентрации фруктозы производят по калибровочному графику. Из каждого разведения отбирают по 0,1 мл и обрабатывают как опытную пробу. По полученным значениям экстинкции строят калибровочный график. Расчет можно проводить по формуле: фруктоза = Eon*Cкал/Eкал, где Еon - экстинкция опытной пробы, Скал - концентрация фруктозы в калибровочной пробе, Екап - экстинкция калибровочной пробы. Некоторое неудобство метода - большой объем пробы.
Процедура определения точного количества фруктозы в сперме включает нагревание спермы в сильной кислоте в присутствии красителя резорцина. Фруктоза дает красный цвет (реакция Селивонова) и может быть считана на фотометре.
В пределах нормы содержание фруктозы в семени выше у молодых мужчин и ниже с возрастом.

## Роль фруктозы в подвижности сперматозоидов
Глюкоза обеспечивает мощность долговременного движения на всем протяжении функционирования сперматозоида, а фруктоза скорость и частоту быстрых движений в фазе контакта с яйцеклеткой в фазе акросомной реакции.

## Механизм действия фруктозы в сперме
Сперматозоид потребляет метаболическую энергию фруктозы для нескольких функций, в первую очередь для поддержки моторики. Основными источниками продукции аденозинтрифосфата (АТФ) являются митохондриальное окислительное фосфорилирование и гликолиз. Сахара во внешней среде могут использоваться сперматозоидами двумя способами: во-первых, для получения энергии в результате метаболизма сахаров посредством гликолиза и цикла Кребса; и, во-вторых, для хранения сахаров в форме гликогена, чтобы получить средне- и долгосрочные запасы энергии для поддержания подвижности, когда окружающая среда не обеспечивает внешний источник энергии. Сперматозоиды почти полностью зависят от гликолитического пути не только для прямого производства аденозинтрифосфата (АТФ) путем фосфорилирования на уровне субстрата, но также для производства лактата, который является основным источником митохондриального ацетил-КоА. Фруктоза является важным питательным веществом для сперматозоидов, которое метаболизируется и превращается в пируват и лактат. Метаболизм фруктозы сперматозоидами происходит по классическому гликолизному пути Эмбдена-Мейера. Фосфаты гексозы, триозофосфаты и пировиноградная кислота участвуют в качестве промежуточных продуктов, приводящих к образованию молочной кислоты, которая имеет тенденцию накапливаться, хотя в дальнейшем она окисляется в присутствии кислорода до диоксида углерода и воды по циклу Кребса. В сперматозоидах гликолиз является основным путем использования глюкозы с образованием лактата/пирувата. Также имеет место ограниченный синтез гликогена через прямой путь и некоторое включение пирувата в цикл Кребса. В сперме метаболический профиль характеризуется высокой скоростью гликолиза с низким уровнем глюкозо-6-фосфата. Сперматозоиды способны утилизировать лактат, когда он является основным источником углерода. Комбинация глюкозы и фруктозы имеет более положительный эффект на прогрессивную подвижность, чем глюкоза отдельно. Конкретные шаги, для которых необходима глюкоза, могут включать гиперактивированную моторику и слияние сперматозоидов и ооцитов, которые зависят от поступления никотинамидадениндинуклаотидфосфата (НАДФ) и метаболизма глюкозы через пентозофосфатный путь.
Акросомная реакция - это морфологическое изменение, которое происходит в живых сперматозоидах млекопитающих до того, как они попадают в яйцеклетку в процессе оплодотворения. Поскольку активно подвижные сперматозоиды могут оплодотворять яйцеклетки только после потери своих акросомальных шапочек, акросомную реакцию можно рассматривать как показатель того, что сперматозоиды завершили капитацию и приобрели способность оплодотворять яйцеклетки. В присутствии глюкозы фруктоза взаимодействует с внешней акросомной мембраной, которая разрушает ее. Присутствие глюкозы и фруктозы может влиять на функцию мембран, что характерно для акросомной реакции. Фруктоза значительно увеличивает способность сперматозоидов подвергаться акросомной реакции до 6 часов инкубации по сравнению с только с одной глюкозой. Если только глюкоза присутствует в качестве единственного источника энергии, скорость инициирования акросомной реакции ниже, чем при комбинации глюкозы и фруктозы. Акросомная реакция сперматозоидов контролируется окружающей средой. В при недостаточно высокой концентрации глюкозы и фруктозы, сперматозоидам может потребоваться больше времени для начала акросомной реакции. Когда сперматозоиды попадают в место оплодотворения в яйцеводе, микросреда насыщается лактатом и пируватом, стимулируя акросомную реакцию
.